# David Livingstone
David Livingstone (19 tháng 3 năm 1813 – 1 tháng 5 năm 1873) là bác sĩ y khoa và nhà truyền giáo tiên phong người Scotland thuộc Hội Truyền giáo Luân Đôn, cũng là nhà thám hiểm châu Phi. David Livingstone được kể tên trong số những anh hùng dân tộc được yêu thích nhất ở Anh dưới triều Victoria vào cuối thế kỷ 19. Ông là một nhân vật huyền thoại, cấu thành bởi những nhân tố: nhà truyền giáo và người tử đạo, người nổi tiếng có xuất thân bần hàn, nhà thám hiểm và khảo sát khoa học, nhà cải cách, người vận động chống chế độ nô lệ. Ông cũng là người châu Âu đầu tiên nhìn thấy thác Victoria.
David Livingstone là nhân vật thứ 98 trong số 100 người Anh vĩ đại nhất thuộc mọi thời đại, theo một cuộc bầu chọn do BBC thực hiện trong năm 2002. Có lẽ Livingstone được nhớ đến nhiều nhất do câu hỏi của Henry Morton Stanley khi bất ngờ gặp Livingstone sau một cuộc tìm kiếm cam go, vì lúc ấy mọi người tin rằng Livingstone đã mất tích, "Bác sĩ Livingstone, tôi nghĩ thế?".
Danh tiếng của Livingstone như là một nhà thám hiểm nung nấu khát vọng khám phá thượng nguồn sông Nile mà cao điểm là thời kỳ người châu Âu đẩy mạnh các cuộc thám hiểm và khám phá nhiều vùng đất mới, cùng lúc với những nỗ lực thâm nhập vào châu Phi. Bên cạnh đó, những chuyến đi truyền giáo, những lần mất tích, và cái chết của ông tại châu Phi; sự kiện ông được tôn vinh năm 1874 (sau khi chết) đã khơi động tinh thần truyền giáo và giúp hình thành các đề án truyền giáo quan trọng tại châu Phi.

## Thiếu thời

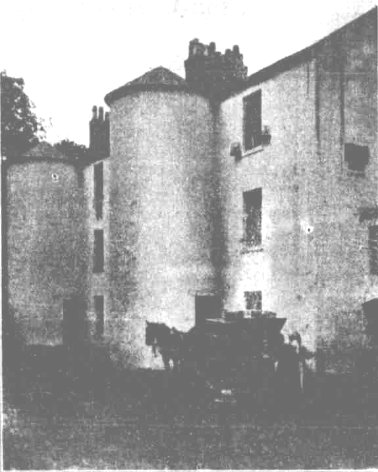
Blantyre, nơi sinh trưởng của Livingstone.

David Livingstone sinh ngày 19 tháng 3 năm 1813 tại làng Blantyre, Scotland, trong một nhà tập thể cho thuê, cư dân ở đây là công nhân làm việc tại một nhà máy dệt bên bờ sông Clyde dưới chiếc cầu dẫn vào Bothwell. Livingstone là con thứ hai trong số bảy người con của Neil Livingstone (1788-1856) và vợ Agnes (nhũ danh Hunter; 1782-1865). Khi lên mười, cậu bé David và anh, John, phải làm công việc nối chỉ tại máy dệt mười hai giờ mỗi ngày.
Cha của Livingstone là một tín hữu Cơ Đốc mộ đạo, và là giáo viên Trường Chúa Nhật. Làm nghề bán hàng lưu động, Neil thường mang theo mình các "truyền đạo đơn" để phân phát cho khách hàng. Ông đọc nhiều sách viết về các lĩnh vực như thần học, lữ hành, và công cuộc truyền giáo. Tất cả những điều này tác động đến con trai của ông, David say mê đọc sách, một sở thích khác của cậu là lang thang khắp nơi để khảo sát các loại động vật, cây cỏ, cũng như các loại hình địa chất nằm sâu trong các khu mỏ đá vôi quanh vùng. Trong khi Neil, do nỗi e sợ rằng các loại sách khoa học sẽ xói mòn niềm tin Cơ Đốc, cố ép cậu con trai chỉ đọc sách thần học, thì David, đặc biệt thích tìm hiểu về thiên nhiên và khoa học, lại muốn đào sâu về mối quan hệ giữa tôn giáo và khoa học. Năm 1832, khi đọc quyển Philosophy of a Future State của Thomas Dick, giáo viên khoa học, nhà thiên văn học nghiệp dư và mục sư, David tìm thấy những nguyên lý cần có giúp cậu nhận ra sự hòa hợp giữa đức tin và khoa học. Sau Kinh Thánh, đây là quyển sách có ảnh hưởng triết học lớn nhất đối với Livingstone.
Những người khác có ảnh hưởng đáng kể trên cậu trai trẻ David Livingstone là Thomas Burke, nhà truyền bá phúc âm, và David Hogg, giáo viên Trường Chúa Nhật của cậu. Lúc mười chín tuổi, David và cha rời bỏ Giáo hội Scotland để gia nhập một nhà thờ Tự trị Giáo đoàn. Chịu tác động bởi nhiệt tâm dành cho công cuộc truyền giáo bùng phát trong cuộc phục hưng tôn giáo tại Mỹ, và sau khi đọc quyển Appeal to the Churches of Britain and America on behalf of China của Karl Gützlaff, David thuyết phục cha rằng theo học ngành y sẽ là một chọn lựa tốt cho cậu để chuẩn bị cho cuộc đời phụng sự lý tưởng tôn giáo.
Những kinh nghiệm Livingstone có được từ khi còn là một cậu bé mười tuổi đến làm công tại nhà máy dệt trong suốt sáu năm kế tiếp - lúc đầu cậu được giao công việc nối chỉ, về sau là đánh sợi – chính việc làm đơn điệu buồn tẻ này đã cho cậu tính nhẫn nại, kiên trì và một trái tim nhân hậu biết cảm thông với giới lao động..

## Học vấn
Livingstone, cùng vài đứa trẻ khác cũng là con cái của các công nhân nhà máy dệt, đến học tại trường làng Blantyre. Đến trường không phải là dễ dàng gì đối với bọn trẻ bởi vì chúng phải làm việc mười bốn giờ mỗi ngày tại nhà máy, nhưng gia đình Livingstone luôn chú trọng đến học thức, muốn cậu tiến xa hơn.
Sau quyết định cống hiến đời mình cho công cuộc truyền giáo đến Trung Hoa trong cương vị một bác sĩ y khoa, năm 1843, Livingstone bắt đầu dành dụm tiền để đến năm 1836 vào Đại học Anderson (nay là Đại học Strathclye). Ngôi trường được thành lập với mục tiêu phổ cập kiến thức khoa học và kỹ thuật vào cuộc sống thường nhật, cùng lúc cậu tham dự những buổi học Hi văn và thần học tại Đại học Glasgow. Cậu cũng đến nghe các buổi diễn thuyết thần học của Wardlaw, nhà lãnh đạo chiến dịch chống tệ nạn buôn bán nô lệ. Sau đó, Livingstone xin gia nhập Hội Truyền giáo Luân Đôn, được gởi đến một khóa huấn luyện dành cho các giáo sĩ, trong khi vẫn tiếp tục học y khoa.
Tháng 9 năm 1839, bùng nổ Chiến tranh Nha phiến lần thứ nhất làm tiêu tan mọi hi vọng của Livingstone đến truyền giáo tại Trung Hoa, hội truyền giáo đề nghị ông đến Tây Ấn. Năm 1840, khi đang học y khoa tại Luân Đôn, Livingstone gặp nhà truyền giáo Robert Moffat vừa trở về từ Kuruman, một cơ sở truyền giáo tiền phương ở Nam Phi, phía bắc sông Orange. Bị thu hút bởi đề án của Moffat mở rộng khu vực truyền giáo lên phía bắc, và chịu thuyết phục bởi các luận cứ của T. F. Buxton cho rằng nạn buôn bán nô lệ sẽ hủy diệt mọi ảnh hưởng của mậu dịch chính thức và công cuộc truyền bá Cơ Đốc giáo; Livingstone bắt đầu quan tâm đến nam châu Phi. Chính nhận xét của Moffat cho rằng Livingstone là người thích hợp nhất để khám phá những đồng bằng rộng mênh mông ở phía bắc Bechuanaland, nơi ông đã thấy "những làn khói bay lên từ hàng ngàn ngôi làng, nhưng chưa có một nhà truyền giáo nào đặt chân đến đây" đã gây ấn tượng mạnh trên Livingstone.

## Truyền giáo ở Nam châu Phi

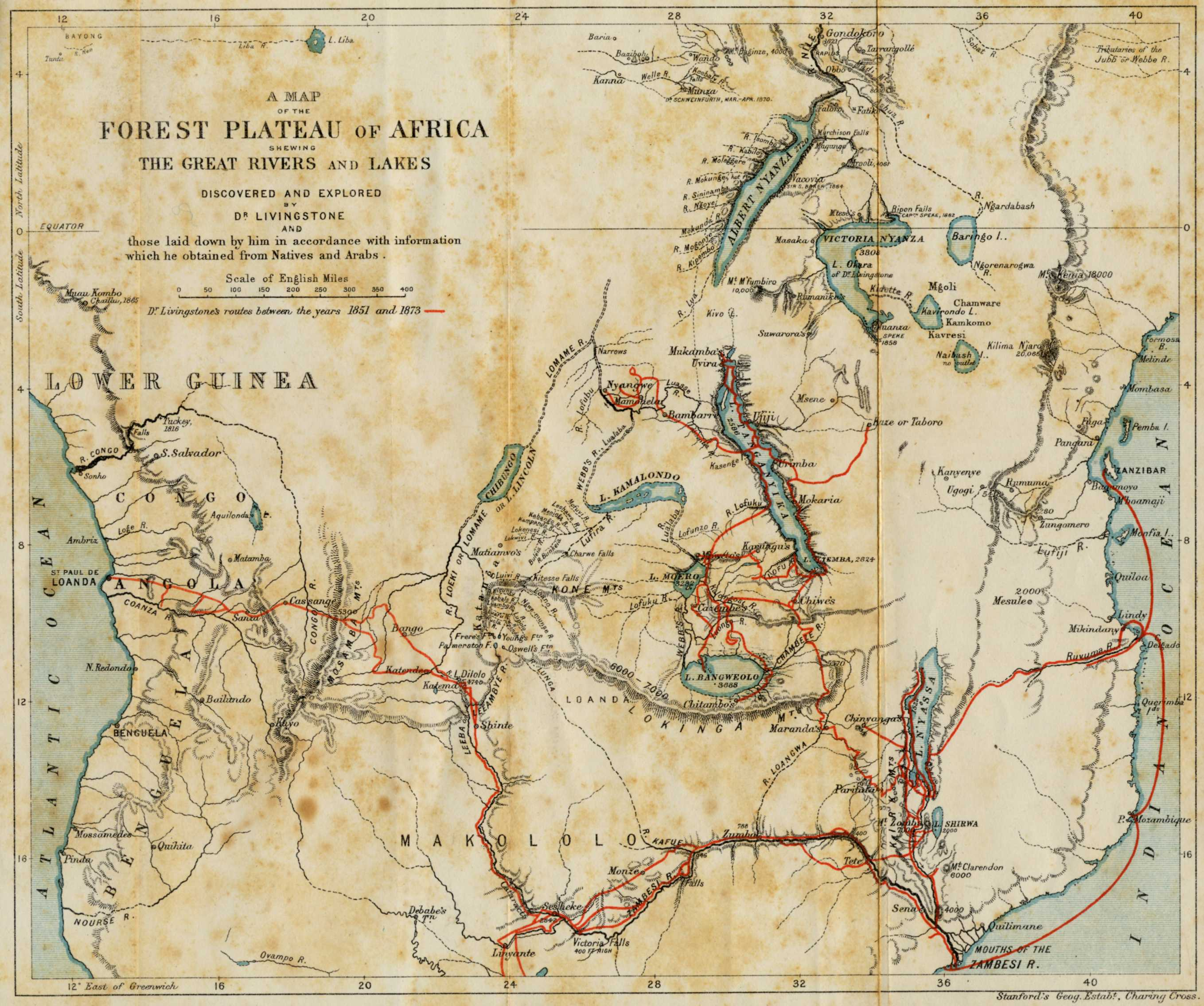
Hành trình của Livingstone tại châu Phi (1851-1873).

Tháng 12 năm 1840, Livingstone đi tàu đến Kuruman, và đặt chân đến cơ sở truyền giáo của Moffat (nay thuộc Nam Phi) vào tháng 7 năm 1841. Đến nơi, Livingstone thất vọng khi thấy ngôi làng quá nhỏ và số tín hữu quá ít sau những nỗ lực kéo dài suốt 20 năm của Moffat. Chỉ có khoảng 40 người chịu lễ báp têm và một giáo đoàn khoảng 350 người. Livingstone tiến xa hơn về hướng bắc, một khu vực thường xuyên bị nhũng nhiễu bởi những thương nhân, thợ săn, và dân định cư Afrikaner.
Năm 1844, khi đang thiết lập cơ sở truyền giáo mới tại Mabotswa cho sắc dân Kgatla, Livingstone bị sư tử tấn công, nếu không nhờ một giáo viên người Phi tên Mebalwe giải cứu, có lẽ ông đã bị mất mạng. Cả hai đều bị thương nặng. Một cánh tay của Livingstone bị liệt một phần, và ông phải chịu đau đớn do vết thương gây ra cho đến cuối đời.
Tháng 12 năm 1843, Robert Moffat cùng gia đình đến Kuruman, sau đó là hôn lễ của Livingstone với Mary, trưởng nữ của Moffat, tổ chức vào ngày 2 tháng 2 năm 1845. Mary là người Scotland nhưng sống ở châu Phi từ khi mới lên bốn. Livingstone dời đến một cơ sở truyền giáo tiền phương tại Chonuane sống giữa bộ tộc Kwena của tù trưởng Sechele. Do hạn hán, năm 1847, ông theo bộ tộc Kwena di chuyển đến Kolobeng. Mary cùng đi với Livingstone trong một thời gian ngắn dù đang mang thai. Tháng 5 năm 1847, Mary sinh con gái đầu lòng Agnes, và mở một trường dạy trẻ, trong khi Livingstone phân tích ngữ văn tiếng Setswana mà ông đã thông thạo. Tù trưởng Sechele là người đầu tiên đến với đức tin Cơ Đốc. Livingstone luôn nhấn mạnh đến tầm quan trọng của sự thông hiểu về tập quán và tín ngưỡng của người dân địa phương, cũng như khuyến khích người châu Phi tham gia tích cực vào việc truyền bá phúc âm, dù ông không gặt hái nhiều thành quả trong lĩnh vực này, mà thấy mình thích hợp hơn với việc đào tạo các nhà truyền giáo.

## Thám hiểm Nam và Trung châu Phi

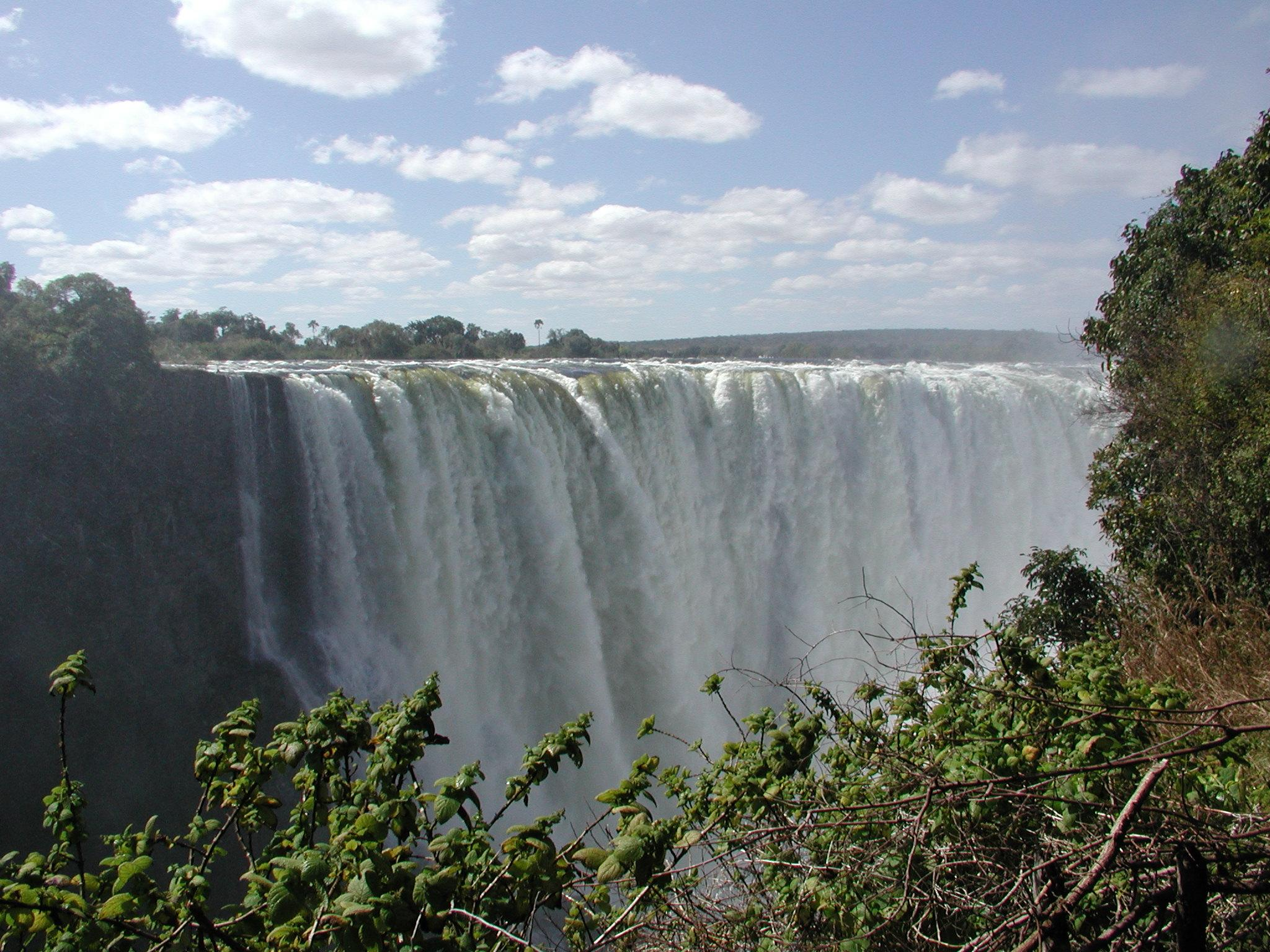
Thác Victoria

Trong giai đoạn từ năm 1852 – 1856, Livingstone, trong nỗ lực khám phá châu Phi, đã trở thành người châu Âu đầu tiên nhìn thấy thác Mosi-oa-Tunya ("khói đang gầm thét"), ông chọn cho nó một tên mới, Thác Victoria, theo tên của Nữ hoàng Victoria. Về sau ông viết, "Cảnh quan quá tuyệt vời đến nỗi các thiên sứ đang bay chắc cũng phải ngắm nhìn."
Livingstone cũng là người phương Tây đầu tiên thực hiện cuộc hành trình băng ngang lục địa Phi châu, từ Luanda (nay là thủ đô của Angola) bên bờ Đại Tây Dương tới Quelimane cạnh Ấn Độ Dương gần cửa sông Zambezi trong những năm 1854-56. Mặc dù đã có nhiều đoàn thám hiểm đến từ châu Âu, nhất là những người Bồ Đào Nha, chưa có người Âu nào từng băng qua trung và nam châu Phi kể từ vĩ độ này bởi vì nỗi e sợ đối với bệnh sốt rét, bệnh lỵ, và bệnh trùng mũi khoan châu Phi (bệnh buồn ngủ) đang lan rộng trong vùng, điều này cũng khiến họ không thể sử dụng sức kéo của bò và ngựa cũng như gặp phải sự chống đối của những bộ tộc hùng mạnh như Lozi và Lunda của Mwata Kazembe. Tuy nhiên, Livingstone có những lợi thế của riêng mình, ông tổ chức những chuyến thám hiểm gọn nhẹ, lại có khả năng thuyết phục các tù trưởng rằng ông không phải là mối đe dọa đối với họ, không giống những đoàn thám hiểm khác có nhiều lính vũ trang hộ tống cùng hàng chục phu khuân vác, trông giống như những cuộc tấn công của quân đội hoặc những vụ bố ráp của những nhóm buôn nô lệ. Với một đoàn tùy tùng chỉ có vài người giúp việc và một ít người khuân vác, Livingstone và đoàn thám hiểm của ông trong suốt chuyến đi phải trao đổi với người bản địa để có những vật cần dùng, ông chỉ đem theo mình hai khẩu súng để tự vệ. Livingstone thường truyền bá thông điệp phúc âm nhưng không buộc người khác phải lắng nghe; ông hiểu tập quán của những tù trưởng và thương thảo để được phép băng qua lãnh thổ của họ, thường khi ông được đón tiếp tử tế và nhận được sự giúp đỡ từ họ, ngay cả từ Mwata Kazembe.
Mục tiêu của những chuyến thám hiểm là mở các tuyến đường, cũng như khảo sát châu lục này. Những quan tâm khác của Livingstone là mở rộng giao thương và thiết lập các cơ sở truyền giáo tại Trung Phi. Phương châm của Livingstone, được ghi dưới chân bức tượng của ông đặt tại Thác Victoria, là "Cơ Đốc giáo, Giao thương, và Khai hóa". Lý do khiến Livingstone ủng hộ ba nguyên tắc trên là vì ông tin rằng chúng sẽ có thể thay thế nạn buôn bán nô lệ lúc ấy đang tràn lan ở châu Phi, cũng như cho người Phi phẩm giá khi tiếp xúc với người Âu. Hủy bỏ chế độ nô lệ ở châu Phi luôn là mục tiêu quan trọng trong cuộc đời Livingstone. Khi ấy ông tin rằng giải pháp giúp hoàn thành các mục tiêu trên là tổ chức cuộc hành trình thám hiểm dòng sông Zambezi để đi sâu vào nội địa. Livingstone trở về Anh Quốc để tìm kiếm hậu thuẫn cho ý tưởng này, và xuất bản một cuốn sách viết về những chuyến đi của ông, tác phẩm này đã mang đến cho ông thanh danh của nhà thám hiểm hàng đầu trong thời đại ông. 
Tin rằng mình nhận lãnh ơn gọi để thực hiện các chuyến thám hiểm chứ không phải để tham gia vào công cuộc truyền giáo, cùng lúc là những đáp ứng thuận lợi từ nước Anh đề nghị hỗ trợ cho các chuyến thám hiểm kế tiếp, là những nhân tố dẫn đến quyết định của Livingstone từ nhiệm khỏi Hội Truyền giáo Luân Đôn để tập trung vào mục tiêu khám phá châu Phi. Nhờ sự vận động của chủ tịch Hội Địa lý Hoàng gia, Livingstone được bổ nhiệm là Cố vấn của Nữ hoàng về Bờ biển phía Đông của châu Phi

### Thám hiểm Sông Zambezi
Livingstone trở lại Phi châu trong cương vị người đứng đầu đề án "Thám hiểm sông Zambezi" được chính phủ Anh tài trợ nhằm khảo sát tài nguyên thiên nhiên trong vùng đông nam châu Phi. Khi vượt qua thác Cabora Bassa, Livingstone mới nhận ra rằng lưu thông trên Sông Zambezi là hoàn toàn bất khả. Một chuỗi thác lớn đã khiến cuộc hành trình của Livingstone thất bại ngay trong giai đoạn đầu.

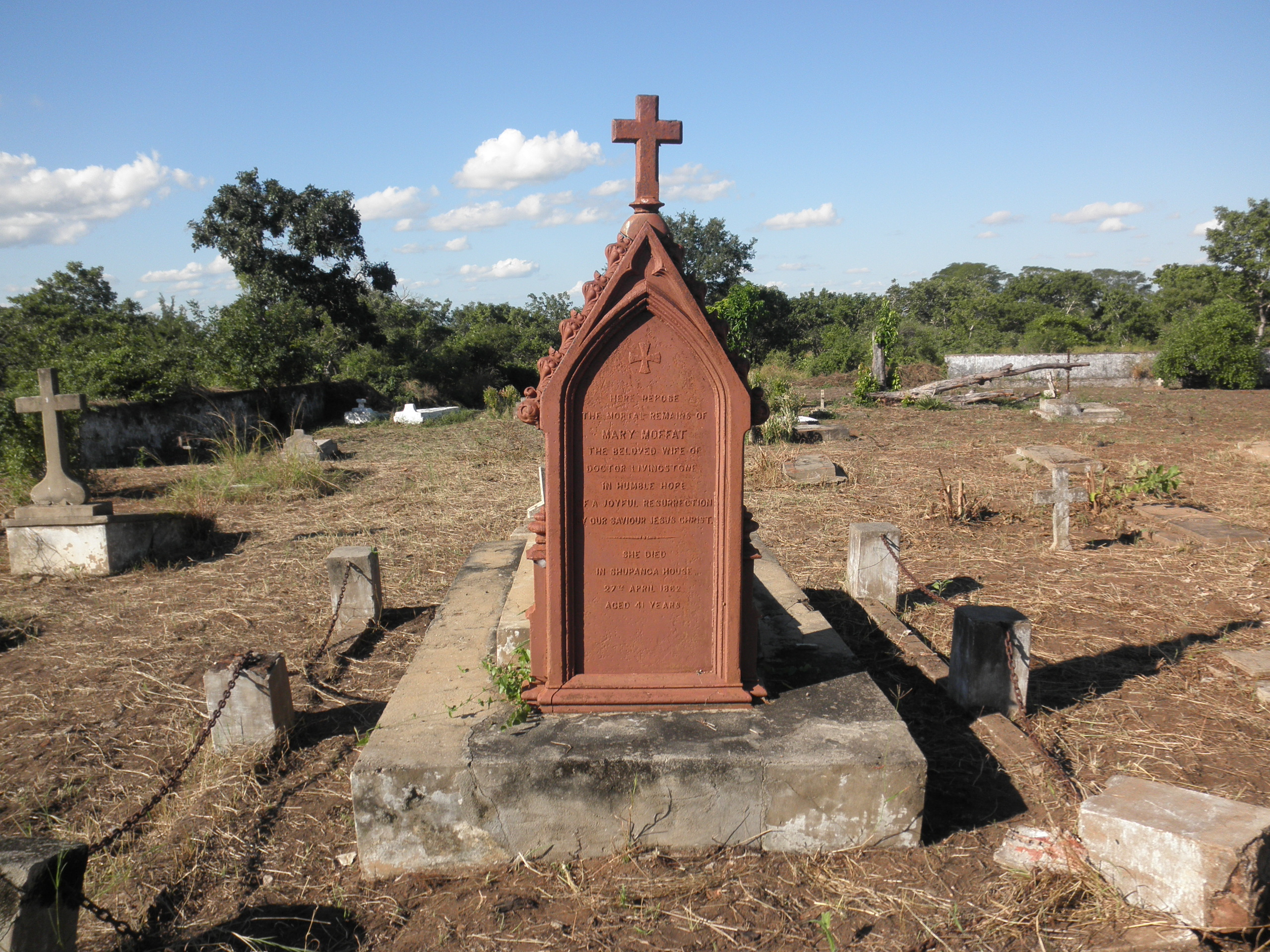
Mộ của Mary Moffat Livingstone tại Chupanga, Mozambique.

Cuộc thám hiểm sông Zambezi khởi sự từ tháng 3 năm 1858 và kéo dài đến giữa năm 1864. Các thành viên trong đoàn thám hiểm cho rằng Livingstone là một nhà lãnh đạo thiếu kinh nghiệm và gặp khó khăn trong kỹ năng điều hành một đề án quy mô lớn. Ông cũng bị chỉ trích là không chịu bàn bạc công khai, tự mãn, và thường rầu rĩ. Thomas Baines, một họa sĩ trong đoàn thám hiểm, bị sa thải vì những nghi ngờ về trộm cắp dù Baines bác bỏ cáo buộc này.
Trước tiên, đoàn đến Hồ Malawi trên một chiếc xuồng bốn mái chèo, rồi tiến hành thám hiểm hồ. Đến năm 1862, đoàn quay lại bờ biển đợi chiếc tàu chạy bằng hơi nước được thiết kế đặc biệt để di chuyển trên hồ Malawi. Mary Livingstone đi trên thuyền này. Sau những thất bại của đoàn khi cố thăm dò Sông Ruvuma bởi vì bánh xe guồng của tàu hơi nước bị vướng vào những thi thể trôi sông – nạn nhân của bọn người buôn nô lệ; rồi thì các phụ tá của Livingstone hoặc qua đời hoặc rời bỏ đoàn. Ngày 29 tháng 4 năm 1863, Mary, vợ của Livingstone, qua đời vì bệnh sốt rét, nhưng Livingstone vẫn tiếp tục cuộc hành trình cho đến khi bị buộc phải quay về nước Anh vào năm 1864, khi chính phủ ra lệnh hủy bỏ cuộc thám hiểm bởi vì chi phí gia tăng, và vì không thể tìm ra một thủy lộ đi sâu vào nội địa.
Chuyến thám hiểm sông Zambezi được miêu tả trên báo chí thời ấy như là một thất bại khiến Livingstone gặp nhiều khó khăn trong nỗ lực tìm kiếm hỗ trợ tài chính cho công cuộc khám phá châu Phi. Tuy vậy, các nhà khoa học từng làm việc dưới quyền Livingstone như John Kirk, Charles Meller, và Richard Thornton đã đóng góp những bộ sưu tập dữ liệu lớn về các lĩnh vực như thực vật, sinh thái, địa chất và dân tộc học cho các định chế khoa học tại Anh.

### Thượng nguồn sông Nile
Trong khi những nhà thám hiểm như Richard Francis Burton, John Hanning Speke, và Samuel Baker cho rằng Hồ Albert hoặc Hồ Victoria là nguồn của sông Nile, Livingstone tin rằng thượng nguồn sông Nile nằm sâu ở phía Nam. Ông tập hợp một nhóm gồm những nô lệ được tự do, thổ dân quần đảo Comoros, mười hai người Sepoys, và hai phụ tá trung thành, Chuma và Susi, cùng đi với ông từ chuyến thám hiểm trước.

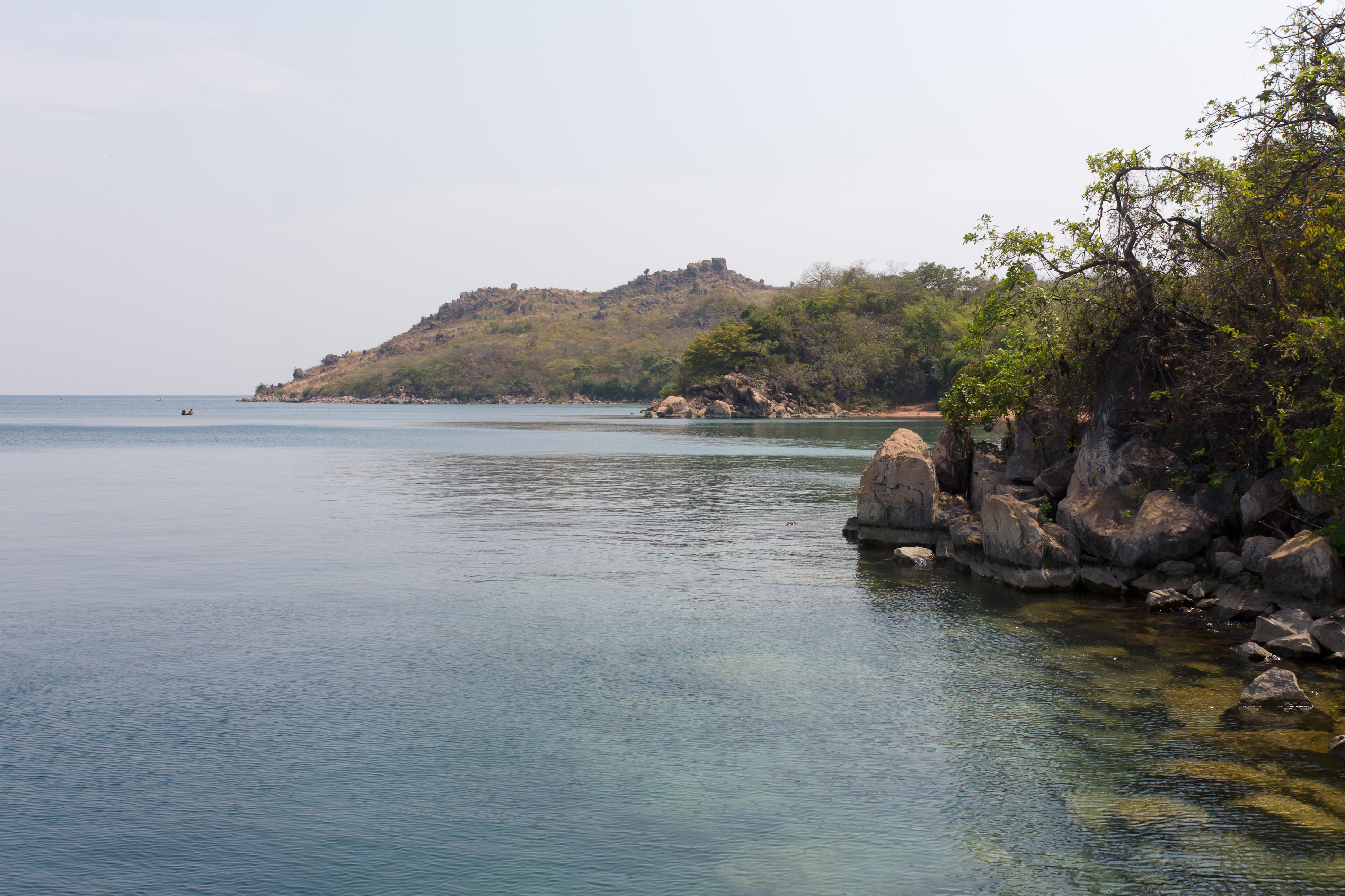
Một góc Hồ Tanganyika ở Kigoma

Khởi hành từ cửa sông Ruvuma, nhưng những người trong đoàn dần dần từ bỏ Livingstone. Các thổ dân Comoros trở về từ Zanzibar báo cho giới thẩm quyền rằng Livingstone đã chết. Ngày 6 tháng 8, ông tới Hồ Malawi, hầu hết hành trang của ông, kể cả thuốc men, đều bị mất cắp. Livingstone băng qua khu đầm lầy tiến tới Hồ Tanganyika. Do sức khỏe suy giảm, ông nhắn tin về Zanzibar yêu cầu gởi vật dụng đến Uiji, rồi ông đi tiếp về hướng Tây. Do sức khỏe kém, ông bị buộc phải đi cùng những tay buôn nô lệ, ngày 8 tháng 10 năm 1867, Livingston đến Hồ Mweru, tiếp tục cuộc hành trình về phía Nam, ông trở thành người Âu đầu tiên nhìn thấy Hồ Bangweulu. Khi tìm thấy Sông Lualaba, ông nhầm tưởng đó là thượng lưu Sông Nile.
Năm 1869, bệnh trở nặng khi Livingstone đang ở trong rừng. Những tay buôn nô lệ người Ả Rập cứu ông bằng cách cho ông thuốc và mang ông đến một trạm tiền phương của người Ả Rập. Tháng Ba năm 1869, với bệnh lao trong người, Livingstone đến Ujiji để tìm lại vật dụng bị đánh cắp. Lại mắc thêm bệnh tả và ung loét nhiệt đới ở chân, ông bị buộc phải nhờ những tay buôn nô lệ đưa ông đến Bambara, rồi bị kẹt lại tại đây vì mùa mưa.
Ngày 15 tháng 7 năm 1871, khi đến thăm thị trấn Nyangwe bên bờ sông Lualaba, Livingstone chứng kiến vụ tàn sát 400 người Phi dưới tay bọn buôn nô lệ. Vụ này khiến ông kinh tởm đến nỗi gần như suy sụp không thể tiếp tục chuyến đi tìm kiếm thượng nguồn sông Nile. Hết mùa mưa, Livingstone đi tiếp quãng đường dài 240 dặm (390 km) từ Nyangwe – ông bị bệnh nặng trong suốt chuyến đi – trở lại Ujiji, một khu định cư của người Ả Rập trên bờ đông hồ Tanganyika. Đó là ngày 23 tháng 10 năm 1871.
Dù nhận định sai về sông Nile, Livingstone đã khám phá nhiều địa điểm như Hồ Ngami, Hồ Malawi, và Hồ Bangweulu, ngoài Thác Victoria đã kể ở trên. Ông thu thập nhiều chi tiết về hồ Tanganyika, hồ Mweru, và địa hình của nhiều dòng sông, đặc biệt ở vùng Zambezi thượng, cùng những khảo sát của ông đã giúp nhận diện những vùng đất rộng lớn trước đây còn để trống trên bản đồ.

## Stanley tìm gặp Livingstone

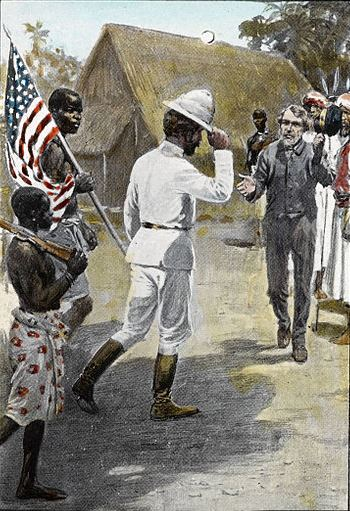
Stanley gặp Livingstone

Suốt sáu năm, Livingstone hoàn toàn mất liên lạc với thế giới bên ngoài, và mắc bệnh trong bốn năm cuối đời. Chỉ có một trong số 44 bức thư ông gởi đi từ Zanzibar đến tay người nhận - Horace Waller, một mục sư người Anh và là nhà hoạt động chống chế độ nô lệ, cũng là bạn thân của Livingstone - ông viết, "... Có lẽ tôi không thể sống để gặp lại anh..."
Năm 1869, nhà báo người Mỹ Henry Morton Stanley được nhật báo New York Herald cử sang châu Phi tìm kiếm Livingstone. Ngày 10 tháng 11 năm 1871, Stanley đến thị trấn Ujiji bên bờ hồ Tanganyika và gặp Livingstone, thốt lên câu nói nổi tiếng, "Bác sĩ Livingstone, tôi đoán thế?", mặc dù có những nghi vấn về tính chính xác của sự kiện bởi vì sau này Stanley đã xé bỏ những trang viết về cuộc gặp gỡ trong nhật ký hành trình của ông. Ngay cả những gì Livingstone ghi lại về cuộc gặp cũng không có câu nói này. Tuy nhiên, câu nói ấy được đăng tải trên tờ New York Herald ra ngày 10 tháng 8 năm 1872, cả từ điển Encyclopædia Britannica và Oxford Dictionary of National Biography đều ghi lại câu nói ấy của Stanley.
Sau khi thám hiểm vùng Lualaba nhưng không thấy sự kết nối nào với sông Nile, Livingstone quay trở lại Hồ Bangweulu và những bãi đầm lầy của nó để tìm kiếm những dòng sông chảy về hướng Bắc.

## Livingstone và Sechele
Mặc dù được xem là "nhà truyền giáo vĩ đại nhất châu Phi", Livingstone chỉ thuyết phục được một người bản địa duy nhất đến với đức tin Cơ Đốc: Sechele, tù trưởng bộ tộc Kwena ở Botswana. Sinh năm 1812, cha mất lúc mười tuổi, bộ tộc bị hai ông chú chia đôi, Sechele phải bỏ đi. Chín năm sau, Sechele quay về, lấy lại một nửa bộ tộc. Đó là thời điểm Sechele gặp Livingstone.
Livingstone nổi tiếng khắp vùng về thái độ luôn tôn trọng người bản địa. Mặc dù được người dân các bộ tộc tiếp đón với sự tin cậy và lòng trung thành, Livingstone không hề cố ép họ chấp nhận Cơ Đốc giáo. Sau một thời gian do dự, Livingstone làm lễ báp têm cho Sechele. Là người hiếu học, Sechele đọc được các mẫu tự chỉ trong hai ngày, rồi học và sử dụng tiếng Anh như là ngôn ngữ thứ hai. Dù vậy, Sechele không thể từ bỏ tập tục đa thê của châu Phi, điều này gây thất vọng cho các giáo sĩ, cũng là một trong những nguyên nhân khiến Livingstone tin rằng ông nhận lãnh ơn gọi để thám hiểm châu Phi hơn là tập trung vào nỗ lực truyền giáo.

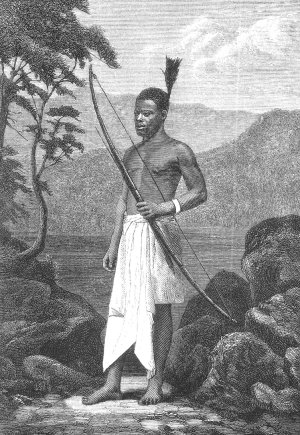
Chuma, phụ tá thân tín của Livingstone

Tuy nhiên, sau khi Livingstone rời khỏi bộ tộc Kwena, Sechele vẫn tiếp tục duy trì đức tin, hướng dẫn các giáo sĩ tiếp xúc với các bộ tộc lân cận để truyền bá phúc âm, ông thành công đến nỗi hầu như đã khiến toàn thể người Kwena trở thành tín hữu Cơ Đốc. Theo nhận xét của Neil Parson từ Đại học Botswana, Sechele "đã làm việc nhiều hơn bất kỳ nhà truyền giáo người Âu châu nào trong nỗ lực truyền bá Cơ Đốc giáo ở nam châu Phi thế kỷ 19."

## Từ trần
Ngày 1 tháng 5 năm 1873, David Livingstone qua đời trong ngôi làng của Tù trưởng Chitambo ở Ilala đông nam Hồ Bangweulu (nay thuộc Zambia) được cho là do bệnh sốt rét và xuất huyết nội bởi bệnh lỵ. Ông trút hơi thở cuối cùng khi đang quỳ gối cầu nguyện bên cạnh giường. Ngay trong buổi sáng ông mất, hai phụ tá thân tín của ông – Susi và Chuma, quyết định mổ lấy tim, rồi mang thi thể của ông đến bờ biển để được chuyển về Anh bằng tàu thủy.
Quả tim của Livingstone được chôn dưới gốc cây Mvula ngay nơi ông mất, nay là Đài Tưởng niệm Livingstone. Thi thể cùng với quyển nhật ký của Livingstone được Chuma và Susi mang vượt quãng đường dài 1.000 dặm (1.600 km) đến cảng biển Bagamoyo, rồi được chở về nước Anh để an táng tại Điện Westminster, Luân Đôn.

## Livingstone và chế độ nô lệ

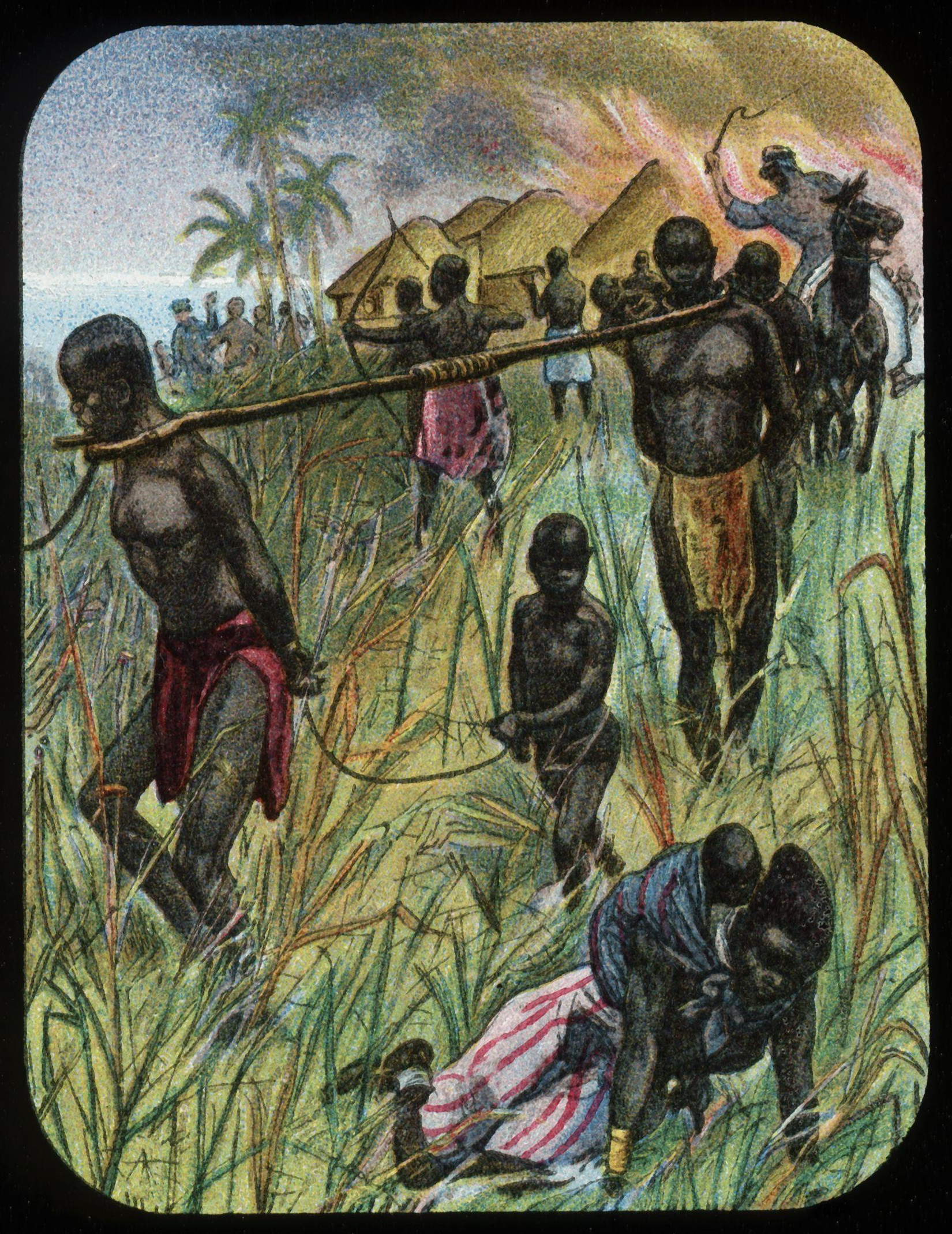
Những tay buôn nô lệ người Ả Rập và các nô lệ bị chúng bắt giữ.

Trong thư gởi chủ biên nhật báo New York Herald, Livingstone viết, "Nếu những gì tôi vạch trần về chế độ nô lệ ở Ujiji sẽ giúp trấn áp nạn buôn bán nô lệ tại bờ biển phía Đông, thì đối với tôi, điều đó còn quan trọng hơn việc khám phá thượng nguồn sông Nile."
Livingstone cũng thuật lại những gì ông chứng kiến ở vùng đại hồ châu Phi mà ông đã đến vào giữa thế kỷ mười chín, "Chúng tôi đi ngang qua một phụ nữ bị bắn hoặc bị đâm xuyên qua thân thể đang nằm trên con lộ. [Những người đứng nhìn] nói rằng một người Ả Rập mới đến sáng nay đã làm điều đó trong cơn giận dữ bởi vì không thể bán người phụ nữ ấy theo giá ông ta muốn, và bởi vì bà ấy không thể lê bước đi tiếp".
Thư tín, sách, và nhật ký của Livingstone đã khơi dậy sự ủng hộ từ công chúng dành cho chủ trương bãi bỏ chế độ nô lệ. Tuy nhiên, trong một số trường hợp, ông bị buộc phải dựa vào sự trợ giúp của những tay buôn nô lệ mà ông không muốn dính líu đến. Bởi vì thiếu kỹ năng lãnh đạo, Livingstone phải một mình tổ chức chuyến thám hiểm sau cùng với sự trợ giúp của những người giúp việc và phu khuân vác mà không có chuyên gia nào bên cạnh ông. Đã vậy, ông lại không thể đối xử tàn bạo theo cung cách của những tay thám hiểm còn non tay như Stanley thường áp dụng để kiểm soát đoàn tùy tùng và để bảo đảm hàng hóa vật dụng.

## Di sản
Từ những chuyến thám hiểm đầu tiên, Livingstone đã để lộ rõ tính lập dị trong giao tiếp, ông không thể hợp tác tốt với những người phương Tây khác. Ông đối kháng với những giáo sĩ, những nhà thám hiểm, các phụ tá, và ngay cả em trai ông. Với tâm tính của một con người đơn độc ham thích đọc sách, lại không có duyên ăn nói trừ những lúc ông nổi cơn giận dữ theo cách của người Scotland. Livingstone không chịu nổi cách các giáo sĩ tiếp xúc với dân địa phương với "não trạng thực dân". Khi lên tiếng chỉ trích thái độ kỳ thị chủng tộc, ông bị người Afrikaner (người da trắng định cư ở châu Phi) trục xuất, đốt cơ sở truyền giáo, và cướp súc vật của ông.

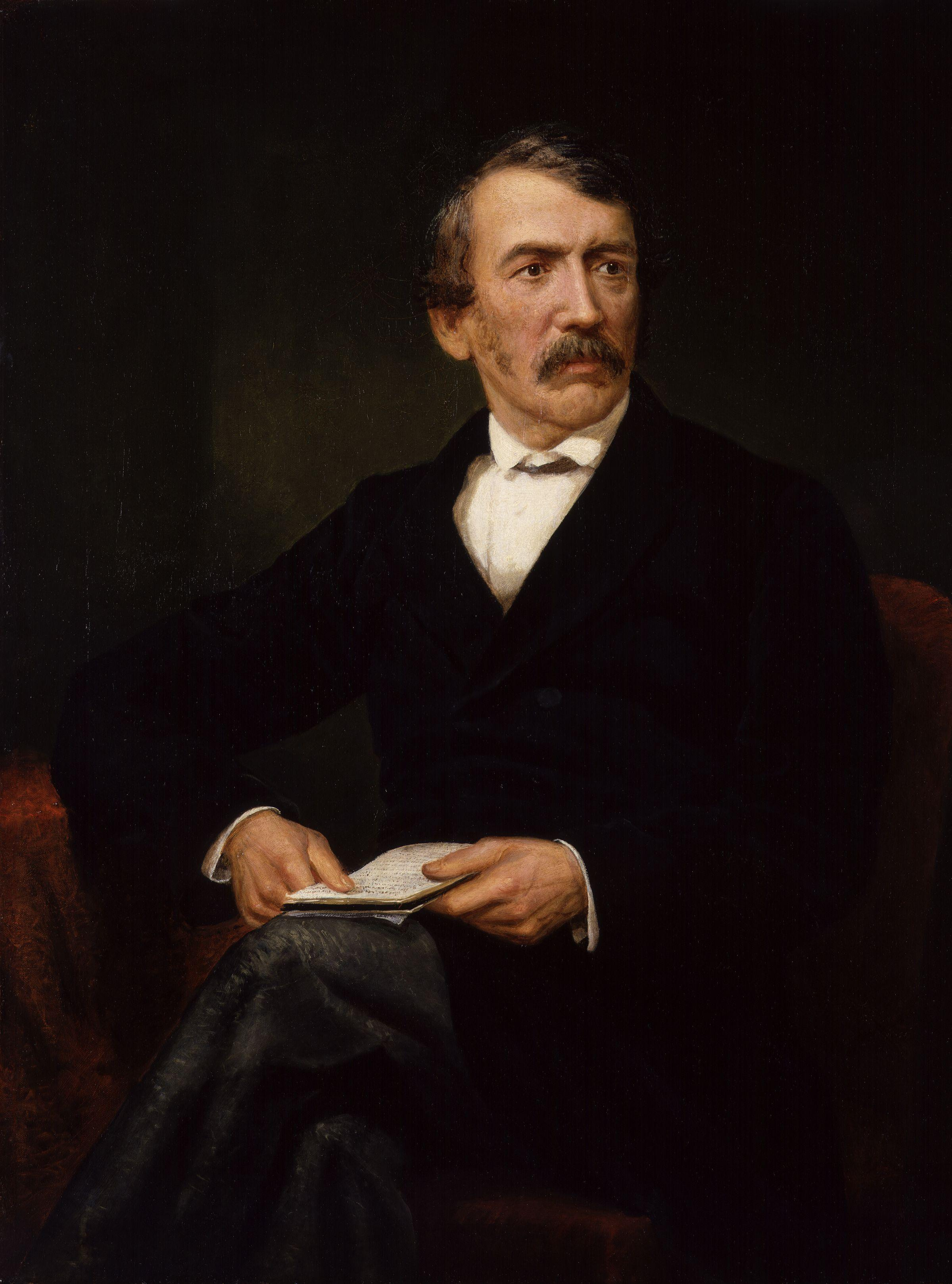
Chân dung Livingstone, tranh Frederick Havill

Livingstone cũng gặp khó khăn với Hội Truyền giáo Luân Đôn bởi vì họ tin rằng những chuyến thám hiểm đã khiến Livingstone bỏ bê công việc truyền giáo. Tuy nhiên, suốt cuộc đời mình, Livingstone luôn hành xử trong tư cách của một nhà truyền giáo, không phải với "kiểu cách ngớ ngẩn của những giáo sĩ kè kè quyển Kinh Thánh trên tay" nhưng với niềm xác tín rằng ông "đang phụng sự Chúa Cơ Đốc khi bắn hạ một con trâu rừng để cứu mạng những người [trong đoàn thám hiểm], hoặc khi thực hiện những cuộc khảo sát địa dư, mặc dù một số người cho rằng như thế là chưa đủ hoặc là chẳng có gì dính líu đến công việc truyền giáo cả."
Dù bị người da trắng ghét bỏ, Livingstone được dân địa phương yêu mến bởi vì thái độ cởi mở, thân tình, cùng sự sẵn sàng che chở, cũng như lòng khao khát hiểu biết của ông. Họ tin rằng ông có thể bảo vệ họ và cung cấp súng ống cho họ. Không giống với hầu hết người da trắng khác, Livingstone tỏ ra tôn trọng người địa phương khi ông tiếp xúc với họ, theo cung cách một địa chủ Scotland hội kiến với một tù trưởng châu Phi.
Đến cuối thập niên 1860, uy tín của Livingstone ở châu Âu bị suy giảm do những thất bại của ông, và do chuyến thám hiểm sông Zambezi, lại thêm ý tưởng của ông về nguồn sông Nile không nhận được sự ủng hộ. Những chuyến thám hiểm của ông khó có thể coi như là những hình mẫu trong phương diện tổ chức và kỷ cương. Tuy nhiên, cuộc phiêu lưu của Stanley tìm kiếm Livingstone và những bài báo của tờ New York Herald đã phục hồi thanh danh cho Livingstone. Thêm vào đó là lòng trung thành của những phụ tá của Livingstone khi họ thực hiện một cuộc hành trình dài để đưa thi thể ông đến cảng biển đã khiến nhiều người kinh ngạc. Rồi cuốn nhật ký cuối cùng cho thấy tính kiên trì không gì khuất phục được của Livingstone khi ông phải đối diện với vô vàn gian khổ.
Những khám phá của Livingstone đã giúp châu Âu hiểu biết nhiều hơn về châu Phi. Ông là tấm gương soi dẫn cho những người chống việc buôn bán nô lệ, cho những nhà thám hiểm, và cho những nhà truyền giáo. Ông mở cửa khu vực Trung Phi cho các nhà truyền giáo là những người đã khởi lập nền giáo dục và mạng lưới chăm sóc y tế cho người Phi châu. Dân địa phương cùng nhiều tù trưởng tôn trọng ông, tên tuổi của ông giúp phát triển mối quan hệ giữa người Anh và người bản địa.
Năm mươi năm sau khi Livingstone từ trần, nền cai trị thuộc địa được thiết lập ở châu Phi cùng những khu định cư của người da trắng ngày càng lấn sâu hơn vào nội địa. Tuy nhiên, những gì Livingstone hình dung về "nền thuộc địa" khác với những gì chúng ta biết về chủ nghĩa thực dân. Theo Livingstone, đó chỉ là những khu định cư của các tín hữu người Âu mộ đạo muốn sống hòa đồng với mọi người để giúp đỡ họ xây dựng cuộc sống không có chế độ nô lệ. Livingstone là một phần trong phong trào Tin Lành ở Anh trong thế kỷ 19 đã làm thay đổi não trạng của đất nước từ định kiến cho rằng họ có quyền "thiên định" để cai trị "những chủng tộc thấp hèn hơn" sang tư duy đạo đức được ứng dụng trong chính sách ngoại giao đã góp phần kết thúc Đế quốc Anh.

## Gia đình
Tận tụy cống hiến cho những lý tưởng cao cả và đạt được những thành tựu lớn, Livingstone lại có một hối tiếc lúc cuối đời là đã không dành đủ thời gian để gần gũi các con. Livingstone và Mary có sáu người con, họ lớn lên thiếu vắng người cha trong khi người mẹ sức khỏe kém rồi mắc bệnh sốt rét qua đời năm 1862.
Các con của Livingstone gồm có: Robert, chết trong cuộc Nội chiến Mỹ; Agnes (sinh năm 1847), Thomas, Elizabeth (chết chỉ hai tháng sau khi ra đời), William Oswell (còn gọi là Zouga, tên của dòng sông nơi ông chào đời năm 1851), và Anna Mary (sinh năm 1858). Trong số họ có Agnes, William Oswell, và Anna Mary lập gia đình và có con.

## Livingstone trong văn hóa nghệ thuật
- Một xuất phẩm điện ảnh mang tên Stanley và Livingstone đã được trình chiếu, với Cedric Hardwicke trong vai Livingstone và Spencer Tracy trong vai Stanley, thuật lại những hoạt động của Livingstone tại châu Phi.
- "Dr. Livingstone, I Presume", một ca khúc trong album In Search of the Lost Chord của Moody Blues, phát hành năm 1968.
- Mountains of the Moon, một cuốn phim trình chiếu năm 1990, trong đó Bernard Hill thủ vai Livingstone.

## Tàng thư
Tàng thư David Livingstone được lưu giữ ở Văn khố Đại học Glasgow. Ngày 11 tháng 11 năm 2011, lần đầu tiên quyển nhật ký thực địa năm 1871 của Livingstone, cùng những văn kiện khác của ông, được Đề án David Livingstone Spectral Imaging phát hành trên internet.
Các văn kiện liên quan đến thời kỳ Livingstone khi ông hoạt động trong cương vị nhà truyền giáo thuộc Hội Truyền giáo Luân Đôn (trong đó có bản đồ Đông Nam châu Phi có ghi chú viết tay của Livingstone) được Văn khố Trường Nghiên cứu Đông phương và châu Phi lưu giữ.

## Tưởng niệm

### Phi châu
- Đài Tưởng niệm Livingstone ở Ilala, Zambia ghi dấu địa điểm Livingstone từ trần.
- Thành phố Livingstone gồm có một tượng đài đặt trước Viện Bảo tàng Livingstone và một pho tượng hoàn thành năm 2005.[39]
- Viện Rhodes-Livingstone, một học viện nghiên cứu về nhân học đô thị, được thành lập trong hai thập niên 1940 và 1970 tại hai thành phố Livingstone và Lusaka, Zambia
- Đại học Sư phạm David Livingstone, Thành phố Livingstone, Zambia.
- Tượng David Livingstone ở Thác Victoria, Zimbabwe, khánh thành năm 1954 đặt tại bờ phía tây của con thác.[40]
- Tượng David Livingstone khánh thành vào tháng 11 năm 2005 tại Thác Victoria phía Zambia.[39]Tập tin:Livingstone statue2.jpgTượng Livingstone tại Thác Victoria phía Zambia

Tượng Livingstone tại Thác Victoria phía Zambia

- Một tấm biển được đặt tại Đảo Livingstone (tháng 11 năm 2005) ghi dấu địa điểm Livingstone lần đầu tiên nhìn thấy Thác Victoria.[39]
- Sảnh Livingstone tại Đại học Makerere, Kampala, Uganda.
- Thị trấn Livingstonia, Malawi.
- Thành phố Blantyre, Malawi được đặt theo tên nơi Livingtone chào đời ở Scotland.
- Đại học Strathclyde, Scotland thành lập "Học bổng David Livingstone" dành cho sinh viên đang theo học tại Đại học Malawi.
- Chẩn y viện David Livingstone do Đại học Strathlyde thành lập tại Lilongwe, Malawi, thuộc Đề án Millienium.[41]
- Núi Kipengere đông nam Tanzania gần Hồ Malawi còn gọi là Núi Livingstone.
- Thác Livingstone trên dòng sông Congo, do Stanley đặt tên.
- Cơ sở Truyền giáo Nội địa Livingstone thuộc giáo hội Baptist, nay thuộc Kinshasa, Zaire.
- Đài Tưởng niệm Livingstone–Stanley ở Mugere (nay là Burundi) đánh dấu địa điểm Livingstone và Stanley đến thăm trong chuyến thám hiểm Hồ Tanganyika, từng bị lẫn lộn là nơi họ gặp nhau lần đầu.
- Bệnh viện Scotland Livingstone ở Molepolole 50 km phía tây Gaborone, Botswana.
- Địa điểm tưởng niệm Livingstone ngay tại phế tích của Cơ sở Truyền giáo Kolobeng 40 km phía tây Gaborone, Botswana.
- Nhà Livingstone tại Stone Town, Zanzibar. Sultan Zanzibar, Sayyid Majid bin Said Al-Busaid, cung cấp nơi ở này cho Livingstone từ tháng 1 đến tháng 3 năm 1866 để chuẩn bị cho chuyến thám hiểm cuối cùng.
- Trường Tiểu học David Livingstone tại Salisbury, Zimbabwe.
- Trường Trung học cơ sở David Livingstone tại Ntabazinduna khoảng 40 km cách Bulawayo, Zimbabwe.
- Trường Trung học Phổ thông David Livingstone Senior tại Schauderville, Port Elizabeth, Nam Phi.
- Nhà Livingstone tại Harare, Zimbabwe, do Leonora Granger thiết kế.
- Nhà Livingstone thuộc Trường Nội trú Achimota, Ghana.
- Đường Livingstone, Dar es Salaam, Tanzania.

### New Zealand
- Đường Livingstone ở Westmere, Auckland
- Đường Livingstone, Flaxmere, Hastings

### Scotland

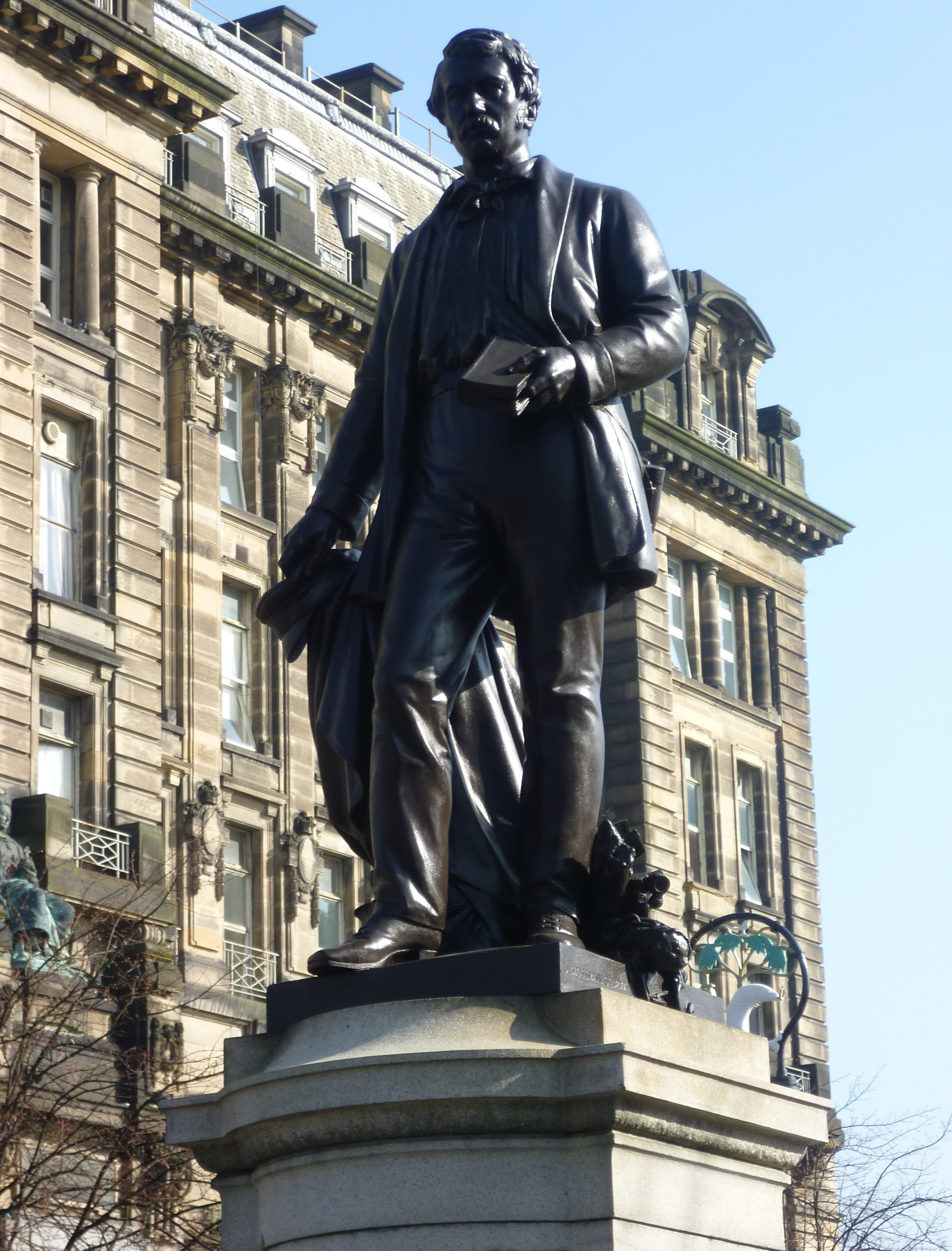
Tượng Livingstone ở Glasgow, Scotland

- Tượng Livingstone đặt trong Công viên Princes Street Gardens, Edinburgh, Scotland.
- Trung tâm David Livingstone ở Blantyre, Scotland, là một viện bảo tàng tôn vinh ông.
- Trường Tiểu học David Livingstone được thành lập tại thị trấn ông chào đời, Blantyre, Lanarkshire, Scotland.
- Nhà thờ Tưởng niệm David Livingstone thuộc Giáo hội Scotland ở Blantyre, Lanarkshire, Scotland.
- Tượng Livingstone đặt tại Quảng trường Cathedral, Glasgow.
- Tượng bán thân David Livingstone ở trong số những bức tượng của các nhân vật nổi tiếng người Scotland trong Khu Tưởng niệm William Wallace gần Stirling, Scotland.
- Đại học Strathclyde (tiền thân là Đại học Anderson) ở Glasgow thành lập Trung tâm Phát triển Bền vững Livingstone [42] và Tòa tháp Livingstone, có một bức tượng của ông được đặt tại đây.
- Đại học Glasgow thành lập Giải Sinh lý học David Livingstone nhằm tôn vinh ông.
- Livingstone Place là tên một con phố trong khu dân cư Marchmont ở Edinburgh.
- Đường Livingstone ở Addiewell.
- Một tấm biển kỷ niệm một trăm năm ngày sinh của Livingstone được đặt tại Nhà thờ St James, nơi Livingstone đến sinh hoạt khi còn niên thiếu.[43]

### Luân Đôn
- Tượng David Livingstone được đặt cao trên bức tường của Hội Địa lý Hoàng gia ở Kensington Gore, Luân Đôn, khánh thành trong năm 1953[44]

### Canada
- Một rặng núi ở phía nam Alberta được đặt theo tên Livingstone.
- Trường Tiểu học David Livingstone ở Vancouver.
- Trường Cộng đồng David Livingstone ở Winnipeg.
- Tượng Livingstone bán thân ở Halifax, Nova Scotia.
- Tượng Livingstone bán thân tại thành phố Borden, Ontario.
- Đại lộ Livingstone ở Barrie, Ontario.

### Hoa Kỳ
- Đại học Livingstone, Salisbury, North Carolina.
- Học viên Livingstone tại Salem, Oregon.

### Nam Mỹ
- Cơ sở Truyền giáo Chăm sóc Sức khỏe Livingstone ở Jardìn Amèrica, Misiones, Argentina.[45]

### Tiền giấy
Từ năm 1971 - 1998, hình Livingstone được in trên tiền giấy mệnh giá 10 bảng Anh do Ngân hàng Clydesdale phát hành. Ấn bản đầu có hình lá cọ bao quanh chân dung ông, mặt còn lại là ảnh minh họa người dân bộ tộc châu Phi. Ấn bản sau là chân dung Livingstone trên hình nền là bản đồ cuộc thám hiểm sông Zambezi, hình ảnh sông Zambezi, Thác Victoria, Hồ Nyasa, và thành phố Blantyre, Malawi. Mặt còn lại in hình thành phố sinh quán của Livingstone, Blantyre, Scotland.

### Sinh học
Những mẩu sinh vật sau được đặt theo tên Livingtone để vinh danh ông:
- Loài cá Cichlid ở Hồ Malawi Nimbochromis livingstonii
- Linh dương châu Phi Taurotragus oryx livingstonii
- Dơi Livingstone, Pteropus livingstonii